# Имангулово (Учалинский район)
Имангу́лово (баш. Иманғол) — село в Учалинском районе Башкортостана России. Административный центр Имангуловского сельсовета.

## География
Расстояние до:
- районного центра (Учалы): 5 км,
- ближайшей железнодорожной станции (Учалы): 17 км.

## История
Известны версии эпоса Урал-батыр: прозаический вариант был записан в 1956 году у Исмагила Рахматуллина в ауле Имангул Учалинского района исследователем А. И. Харисовым и издана им в том же году.

## Население
| 2002 | 2009 | 2010 |
| ---- | ---- | ---- |
| 793  | ↗946 | ↘861 |

### Национальный состав
Согласно переписи 2002 года, преобладающая национальность — башкиры (95 %).

## Известные уроженцы
- Нигаматуллин, Рамазан Муллагалеевич (1924—2002) — советский передовик добывающей промышленности, Герой Социалистического Труда.
- Сунагатуллин, Жавдат Гумурдакович (1924—2007) — советский военнослужащий, рядовой, Герой Советского Союза.
- Шагиев, Муждаба Гареевич (1907—1985) — макизар, участник Движения Сопротивления во Франции.